# Hypochilus thorelli
Hypochilus thorelli är en spindelart som beskrevs av Marx 1888. Hypochilus thorelli ingår i släktet Hypochilus och familjen Hypochilidae. Inga underarter finns listade i Catalogue of Life.